# Iglesia de Slöta
La iglesia de Slöta (Slöta kyrka) es un templo cristiano que desde 2010 pertenece a la parroquia de Slöta-Karleby (anteriormente Parroquia de Slöta) en la diócesis de Skara. Está situada justo al sureste del centro urbano de Municipio de Falköping.

## Inventario
- Un altar independiente de piedra caliza.
- En el ábside del presbiterio hay un mosaico de la artista Gun Setterdahl de 1960, inspirado en los mosaicos de Rávena.
- La pila bautismal data del siglo XIII.
- El púlpito es del siglo XVIII.
- En la sacristía hay una antigua colección de retratos de párrocos y un ejemplar de la Biblia de Carlos XII.
- La campana pequeña es de tipo tardomedieval y no tiene inscripciones.[1]

### Órganos
- En la galería oeste hay un órgano construido en 1769 por el organero Söderlind, adquirido de la Iglesia de Folkärna en Dalecarlia y trasladado a Slöta por medio de un tiro de bueyes. Fue instalado en 1857. Fue modificado a su estado actual en 1945 por Hammarbergs Orgelbyggeri AB y tiene 24 registros, dos manuales y pedal. Ocho de sus registros antiguos siguen en uso: siete en el primer manual (de Borduna a Okt 2) y uno (Princ 4) en el segundo. La fachada del órgano de 1769 era sonora hasta la reconstrucción de 1945, pero desde entonces es muda.[2] Este instrumento es el órgano en uso más antiguo de Västergötland.
- Cerca del presbiterio hay otro órgano, fabricado en 1978 por Robert Gustavsson Orgelbyggeri, con cinco registros distribuidos entre manual y pedal.[3]